# ایوائو هاکامادا
ایوائو هاکامادا (به ژاپنی: 袴田巖، زادهٔ ۱۰ مارس ۱۹۳۶) یک بوکسور حرفه‌ای سابق ژاپنی است که در ۱۱ سپتامبر ۱۹۶۸ به‌دلیل یک کشتار جمعی در سال ۱۹۶۶ به اعدام محکوم شد. در ۱۰ مارس ۲۰۱۱، رکوردهای جهانی گینس، هاکامادا را به‌عنوان طولانی‌ترین محکوم به اعدام در جهان معرفی کرد. در مارس ۲۰۱۴، زمانی که دادگاه منطقه شیزوئوکا متوجه شد دلایلی وجود دارد که شواهد علیه او جعل شده است، سپس محاکمه مجدد و آزادی فوری او صادر شد. نهایتاً در سپتامبر ۲۰۲۴، دادگاه منطقه شیزوئوکا در محاکمه مجدد او را بی‌گناه اعلام کرد.

## اوایل زندگی و حرفه بوکس
هاکامادا در ۱۰ مارس ۱۹۳۶ در شهر یوتو ژاپن به دنیا آمد. او یک خواهر بزرگتر به نام هیدکو دارد و برادر بزرگترش شیگجی، که در سال ۲۰۰۱ درگذشت. از سال ۱۹۵۹ تا ۱۹۶۱، هاکامادا در ۲۹ مسابقه بوکس حرفه‌ای مبارزه کرد. او کار خود را با آمار ۲-۱۱-۱۶، ازجمله یک برد توسط ناک‌اوت به پایان رساند. همه باخت‌های او به‌خاطر امتیاز بود. پس‌از دوران حرفه‌ای خود در بوکس، او در یک تولیدی میسو در شیزوئوکا شروع به کار کرد.

## حادثه و محاکمه
در ۳۰ ژوئن ۱۹۶۶، آتش‌سوزی‌ای در خانه یکی از رؤسای هاکامادا رخ داد. به گفته هاکامادا، او به خاموش کردن آتش کمک کرد و اجساد رئیس‌اش به‌همراه همسر و دو فرزند او را پیدا کرد که همگی با ضربات چاقو کشته شده بودند. حدود ۲۰۰٬۰۰۰ ین پول نقد نیز از محل سکونت قربانیان به سرقت رفته بود.
هاکامادا مورد بازجویی قرار گرفت و در اوت ۱۹۶۶، براساس اعترافاتش و همچنین یافتن مقدار کمی خون و بنزین در لباس‌خوابی که داشت، دستگیر شد. به گفته وکیل‌های او، هاکامادا در مجموع ۲۶۴ ساعت و به مدت ۱۶ ساعت در هر جلسه، طی ۲۳ روز برای گرفتن اعتراف مورد بازجویی قرار گرفت. آنها افزودند که او در طول بازجویی‌ها از آب و توالت محروم بوده است.
هاکامادا در محاکمه خود اعترافات خود را پس گرفت و گفت که پلیس برای گرفتن آن اعترافات او را با لگد و چماق زده است، و خود را بی‌گناه دانست.

او بعداً به خواهرش گفت:
«من نمی‌توانستم کاری انجام دهم جز اینکه روی زمین خم شوم و سعی کنم مدفوع نکنم. یکی از بازجوها انگشت شست مرا روی یک جوهر قرار داد و آن را روی یک پرونده اعتراف مکتوب کشید و درحالی که بر سر من فریاد می‌زد، لگد می‌زد و بازویم را فشار می‌داد به من دستور داد: اسم خود را اینجا بنویس!».
دادستان‌ها لباس‌خواب او را کنار گذاشتند و به‌جای آن پنج تکه لباس خونی را که در یکی از مخزن‌های کارخانه میسو در اوت ۱۹۶۷، (۱۴ ماه پس‌از جنایت)، پیدا شده بود، به‌عنوان لباس قاتل ارائه کردند. آنها گفتند پلیس گروه خونی قربانیان را روی لباس تشخیص داده است. آنها استدلال کردند که هاکامادا باید خانواده را با این لباس به قتل رسانده باشد و سپس لباس خواب پوشیده تا آتش‌سوزی را ایجاد کند. حامیان هاکامادا گفتند پرونده پر از شک و شبهه است، با این استدلال که سلاح ادعا شده یک چاقوی میوه‌خوری با ۱۲٫۱۹ سانتی‌متر تیغه نمی‌توانست در برابر چهل ضربه چاقو به قربانیان بدون آسیب قابل توجه مقاومت کند و لباس‌خوابی که برای توجیه دستگیری استفاده می‌شد ناپدید شده و لباسی خون‌آلود جایگزین آن شده بود. آن لباس‌های خون‌آلود برای هاکامادا خیلی کوچک بودند، اما دادستان استدلال کرد که آنها در مخزن میسو کوچک شده بودند و برچسب «B» یا اندازه متوسط روی آن بود که به هیکل هاکامادا می‌خورد. درحالی که «B» رنگ سیاه را نشان می‌دهد نه اندازه. لکه‌های خون روی لباس‌ها خیلی تیره و رنگ لباس‌ها خیلی روشن بود.

دادگاه منطقه شیزوئوکا بخشی از اعترافات هاکامادا را رد کرد و پلیس را به‌خاطر تکنیک‌های بازجویی‌اش مورد سرزنش قرار داد. اما، در ۱۱ سپتامبر ۱۹۶۸، هیئتی متشکل از سه قاضی، هاکامادا را مجرم شناخت و او را به اعدام محکوم کرد. انجمن حرفه‌ای بوکس ژاپن مدعی شد که تعصب علیه بوکسورها در تصویب این حکم دخیل است و همچنین که اصل برائت تأیید نشده است. به‌دلیل گزارش‌های گسترده مطبوعاتی مبنی‌بر مجرم بودن هاکامادا، درخواست تجدیدنظر بعدی به دادگاه عالی توکیو رد شد و دادگاه عالی ژاپن هم حکم اعدام هاکامادا را در ۱۱ نوامبر ۱۹۸۰ تأیید کرد. هاکامادا همچنان بی‌گناهی خود را حفظ کرد و در سال ۱۹۸۳ در نامه‌ای به پسرش نوشت: 
«من به تو ثابت خواهم کرد که پدرت هیچ‌کسی را نکشته، و این پلیس است که بهتر از همه این را می‌داند و این قاضی‌ها هستند که متأسف هستند. من این زنجیره آهنین را خواهم شکست و به‌سوی تو برمی‌گردم».
اگرچه هاکامادا در انتظار اعدام باقی‌ماند، اما او اعدام نشد زیرا وزیر دادگستری از امضای حکم اعدام خودداری کرد، چراکه مشکوک بود که محکومیت او قطعی نیست. مانند اکثر زندانیان محکوم به اعدام، هاکامادا در تمام مدت اقامت خود در زندان در سلول انفرادی قرار گرفت. او اجازه صحبت با نگهبانان را نداشت و به‌ندرت اجازه ملاقات با کسی را داشت. هاکامادا نزدیک به ۵۰ سال محکوم به اعدام بود و ۳۰ سال از آن را در سلول انفرادی سپری کرد.

## کمپین برای محاکمه مجدد
پس‌از رد درخواست تجدیدنظر وی در سال ۱۹۸۰، هاکامادا با تیم جدیدی از وکیل‌ها شروع به کار کرد. در سال ۱۹۸۱، آنها درخواست اعاده دادرسی کردند و خواستار بررسی مجدد مدارک فیزیکی شدند. در تحقیقات مجدد، مشخص شد که سلاح قتل ادعا شده اندازه متفاوتی با جراحت‌های وارده چاقو دارد و همچنین دری که ظاهراً برای ورود به خانه استفاده شده، در واقع قفل بوده و شلوار خونی آنقدر کوچک بوده که ممکن نبود توسط هاکامادا پوشیده شده باشد. با حمایت فدراسیون کانون‌های وکیل‌های ژاپن (JFBA)، وکیل‌های هاکامادا به این نتیجه رسیدند که اولین محاکمه نتوانست ثابت کند که هیچ‌یک از لباس‌ها متعلق به او است. پس‌از ۱۳ سال جمع‌آوری شواهد، این درخواست در ۹ اوت ۱۹۹۴ توسط دادگاه منطقه شیزوئوکا شنیده شد و مجدداً رد شد. در سال ۲۰۰۰، تلاشی برای استخراج دی‌ان‌ای از لباس‌های خونی انجام شد، اما تکنولوژی‌های موجود اجازه نمی‌داد هیچ‌کدام از آنها شناسایی شود. دادگاه عالی توکیو رد دادرسی مجدد را در ۲۷ اوت ۲۰۰۴ تأیید کرد.
در نوامبر ۲۰۰۶، ۵۰۰ هوادار ازجمله بوکسورهای قهرمان جهان، کویچی واجیما و کاتسو توکاشیکی نامه‌هایی را به دادگاه عالی ارسال کردند و خواستار محاکمه مجدد شدند. در مارس ۲۰۰۷، نوریمیچی کوماموتو، رئیس هیئت سه قاضی که در ابتدا هاکامادا را مجرم شناخته بود، از بی‌گناهی هاکامادا حمایت کرد. او اظهار داشت که در صحت این اعتراف تردید داشته و معتقد است هاکامادا بی‌گناه است. بااین‌حال، او نتوانسته بود دو همکار ارشد خود را متقاعد کند، که منجر به تقسیم قضاوت برای محکومیت شد. او در نهایت به‌دلیل احساس گناه از سمت خود استعفا کرد. این افشاگری منجر به انتقاد شدید کوماموتو شد. او گفت: «خوشحالم که صحبت کردم.» «کاش زودتر گفته بودم و شاید چیزی تغییر می‌کرد.» او سعی کرد برای عذرخواهی شخصاً با هاکامادا در زندان ملاقات کند، اما درخواست او رد شد.
پس‌از بیانیه کوماموتو، کمپین‌ها برای محاکمه مجدد هاکامادا شدت بیشتری گرفت. عفو بین‌الملل و انجمن بوکس حرفه‌ای ژاپن این امر را رهبری کردند. بوکسور آمریکایی روبین کارتر، که ۲۰ سال به اتهام قتلی که در نهایت از آن تبرئه شد و جرمی آیرونز بازیگر بریتانیایی ازطرف هاکامادا صحبت کردند. و یک راهپیمایی خیریه که توسط انجمن حرفه‌ای بوکس ژاپن برگزار شد. کوماموتو شخصاً بیانیه‌ای را در حمایت از محاکمه مجدد هاکامادا به دادگاه عالی ارائه کرد. دادگاه عالی در سال ۲۰۰۸ به درخواست هاکامادا رسیدگی کرد. در ۲۵ مارس ۲۰۰۸، دادگاه عالی این درخواست را هم رد کرد و اظهار داشت که نه شواهد اصلی و نه شواهد جدید هیچ شک معقولی درمورد گناهکار بودن هاکامادا ارائه نمی‌کند. یکی از وکیل‌های هاکامادا، هیدهیو اوگاوا، گفت این یک «تصمیم تاسف‌بار بود که بدون فکر زیاد اتخاذ شد». فدراسیون کانون‌های وکیل‌های ژاپن نیز این تصمیم را یک تخلف قضایی بسیار اسفناک خواند.
در آوریل ۲۰۱۰، ۵۷ نماینده مجلس «فدراسیون اعضای دولت برای نجات ایوائو هاکامادا از محکومیت» را تشکیل دادند. ریاست این فدراسیون را سیشو ماکینو بر عهده داشت و اعضای چندین حزب سیاسی را نیز در آن حضور داشتند. آنها از وزیر دادگستری درخواست کردند تا اعدام هاکامادا را متوقف کند. همچنین در سال ۲۰۱۰، بانمی تاکاهاشی، فیلم «BOX: The Hakamada Case (BOX 袴田事件 命とは)» را منتشر کرد. این فیلم مستند، زندگی هاکامادا و کوماموتو را با تمرکز بر بازجویی‌ها و محاکمه هاکامادا نشان می‌دهد. این فیلم به این نتیجه می‌رسد که کوماموتو زمانی که آشکار شد شواهد برای محکومیت او کافی نیست، مجبور شد «حقیقت را دفن کند». این فیلم نامزد جایزه بزرگ آمریکایی در جشنواره جهانی فیلم مونترآل شد.
در ۱۰ مارس ۲۰۱۱ و در هفتاد و پنجمین سالگرد تولد هاکامادا، رکوردهای جهانی گینس او را به‌عنوان طولانی‌ترین محکوم به اعدام در جهان معرفی کرد.

## آزمایش دی‌ان‌ای و آزادی
یک آزمایش دی‌ان‌ای در سال ۲۰۰۸ نشان داد که خون روی لباس مورد استفاده به‌عنوان مدرک با خون هاکامادا مطابقت ندارد، که باعث شد وکیل‌های او برای دومین بار درخواست محاکمه مجدد کنند. آزمایش‌ها بیشتر در سال ۲۰۱۱ این نتیجه را تأیید کرد. در ۱۴ مارس ۲۰۱۲، نمونه خونی از هاکامادا برای آزمایش دی‌ان‌ای دقیق‌تر برای مقایسه با نمونه خون روی شانه تی‌شرتی که در میان لباس‌های قاتل یافت شده بود، گرفته شد. گمان می‌رفت که خون برای مهاجم است و قبلاً مشخص شده بود که احتمالاً این خون برای هیچ‌یک از قربانیان نبوده است. آزمایش مجدد نشان داد که خون با دی‌ان‌ای هاکامادا مطابقت ندارد. دادستان اعتبار آزمایش‌های دی‌ان‌ای را مورد مناقشه قرار داد.
در ۲۷ مارس ۲۰۱۴، هاکامادا از زندان آزاد شد و توسط دادگاه منطقه شیزوئوکا مورد محاکمه مجدد قرار گرفت. دادگاه در بیانیه‌ای می‌گوید که دلایلی وجود دارد که باور کنیم در دادگاه اولیه شواهدی ساخته شده است و اینکه زندانی نگه داشتن مرد ۷۸ ساله، در زمان انتظار برای محاکمه مجدد «به‌طرز غیرقابل تحملی ناعادلانه» بوده است. عفو بین‌الملل نیز خاطرنشان کرد: «زمان هاکامادا برای دریافت محاکمه عادلانه‌ای که بیش از چهار دهه پیش از آن محروم شده بود رو به اتمام است.» حال درخواست تجدیدنظر دادستانی دربارهٔ تصمیم آزادی هاکامادا رد شد. هاکامادا ششمین زندانی محکوم به اعدام ژاپنی است که محاکمه مجدد او صادر شده است. از پنج نفر قبلی چهار نفر در نهایت تبرئه شدند.
به گفته یکی از اعضای خانواده هاکامادا، سلامت روان او به‌دلیل سال‌ها حبس در سلول انفرادی به‌شدت بد شده است. به گفته یکی از فعالان ضد مجازات اعدام که در سال ۲۰۰۳ با او ملاقات کرد، هاکامادا در آن زمان مدعی بوده که به «خدای قادر مطلق» تبدیل شده است که ایوائو هاکامادا را «جذب» کرده، زندان را تصرف کرده و مجازات اعدام را در ژاپن لغو کرده است. یک گزارش در سال ۲۰۰۹ دربارهٔ مجازات اعدام در ژاپن توسط عفو بین‌الملل می‌گوید که یک روان‌پزشک تشخیص داده است که هاکامادا به «روان‌پریشی نهادی» مبتلا شده است. در سال‌های اخیر، او اکثر درخواست‌های ملاقات ازجمله خانواده را رد کرده بود. هاکامادا یک روز پس‌از آزادی از زندان در بیمارستانی در توکیو بستری شد تا برای یک مورد احتمالی دیابت تحت درمان قرار گیرد.
در ژوئن ۲۰۱۸، دادگاه عالی توکیو حکمی که هاکامادا را آزاد کرده بود، لغو کرد. او با توجه به سنش اجازه داشت تا زمان بازگشت پرونده به دیوان عالی کشور، آزادی‌اش را حفظ کند. در ماه اوت، بالاترین دفتر دادستانی کشور از دادگاه عالی خواست تا درخواست هاکامادا را برای «توقف وضعیت تعلیق غیرضروری مجازات» رد کند. در ۱۳ مارس ۲۰۲۳، براساس حکم دادگاه عالی توکیو، محاکمه مجدد برای هاکامادا صادر شد.
در ۲۶ سپتامبر ۲۰۲۴، دادگاه منطقه شیزوئوکا، هاکامادا را ۵۶ سال پس‌از دستگیری او بی‌گناه اعلام کرد.

## تأثیر
هنگامی که کوماموتو در سال ۲۰۰۷ از هاکامادا حمایت کرد، افکار عمومی ژاپن را شوکه کرد و سیستم قضایی معمولاً محرمانه ژاپن را آشکار کرد. پرونده هاکامادا باعث شد مردم اعتبار مجازات اعدام را زیر سؤال ببرند و توجه منتقدان را به عناصر «غیرانسانی» سیستم قضایی ژاپن جلب کرد. در ژاپن، پلیس ممکن است یک مظنون را تا ۲۳ روز بازجویی کند و مظنون اجازه ندارد وکیلی در طول بازجویی داشته باشد. از آنجایی که تحت چنین شرایط سختی می‌توان به‌راحتی اعتراف کذب گرفت. عفو بین‌الملل در کمپین خود علیه مجازات اعدام در ژاپن، هاکامادا را برجسته کرده است. با استفاده از پرونده او و دیگران، آنها استدلال کردند که «سیستم محکومیت اعدام در ژاپن، زندانیان را به اعماق بیماری روانی سوق می‌دهد». همچنین فدراسیون کانون‌های وکیل‌های ژاپن گفت این پرونده نمونه ای از «لانه بازجویی‌های غیرقانونی» است و خواستار اصلاحات ازجمله ضبط ویدئویی از همه بازجویی‌ها شد.